# Nagari Ampang Gadang
Nagari Ampang Gadang is een bestuurslaag in het regentschap Agam van de provincie West-Sumatra, Indonesië. Nagari Ampang Gadang telt 8384 inwoners (volkstelling 2010).